# Incipit vita nova
Incipit vita nova (o Dante i Beatriu al jardí) és un quadre d'estil prerafaelita realitzat el 1903 pel pintor Cesare Saccaggi de Tortona. L'obra constitueix l'apogeu de la carrera d'un pintor italià.
Gràcies a la venda d'aquesta obra al mercat parisenc i a la col·laboració amb Maison Goupil, Cesare Saccaggi s'ha convertit en un artista ric i famós; tornat a Tortona, hi va fer construir una sumptuosa villa. Aquesta pintura és universalment reconeguda com la representació pictòrica més bella que existeix Beatrice Portinari, l'estimada per Dante Alighieri.
En aquest quadre, Dante Alighieri i la seva musa inspiradora, Beatrice Portinari, es representen com una parella devota, tot i que això no ha passat mai a la realitat. Els seus tocats i flors, interpretats amb molta habilitat, creen un ambient místic; la forma en què Dante mira Beatrice deixa clar que està enamorat d'ella, mentre que Beatrice és representada mirant cap amunt, com si rebés un missatge diví.
Les dues figures han estat pintades amb molt de detall: els cabells, la pell i el vestit de Beatrice estan representats amb una precisió magistral i una atenció al detall.
L'escena té lloc a Florència dins del giardino Bardini, que encara existeix, en una atmosfera encantada, paradisíaca i idealitzada, mentre que més enllà de la balaustrada és possible veure el món real, la ciutat de Florència amb els seus principals monuments. En aquest costat de la balustrada, el món ideal; més enllà, el món real.